# 東京街

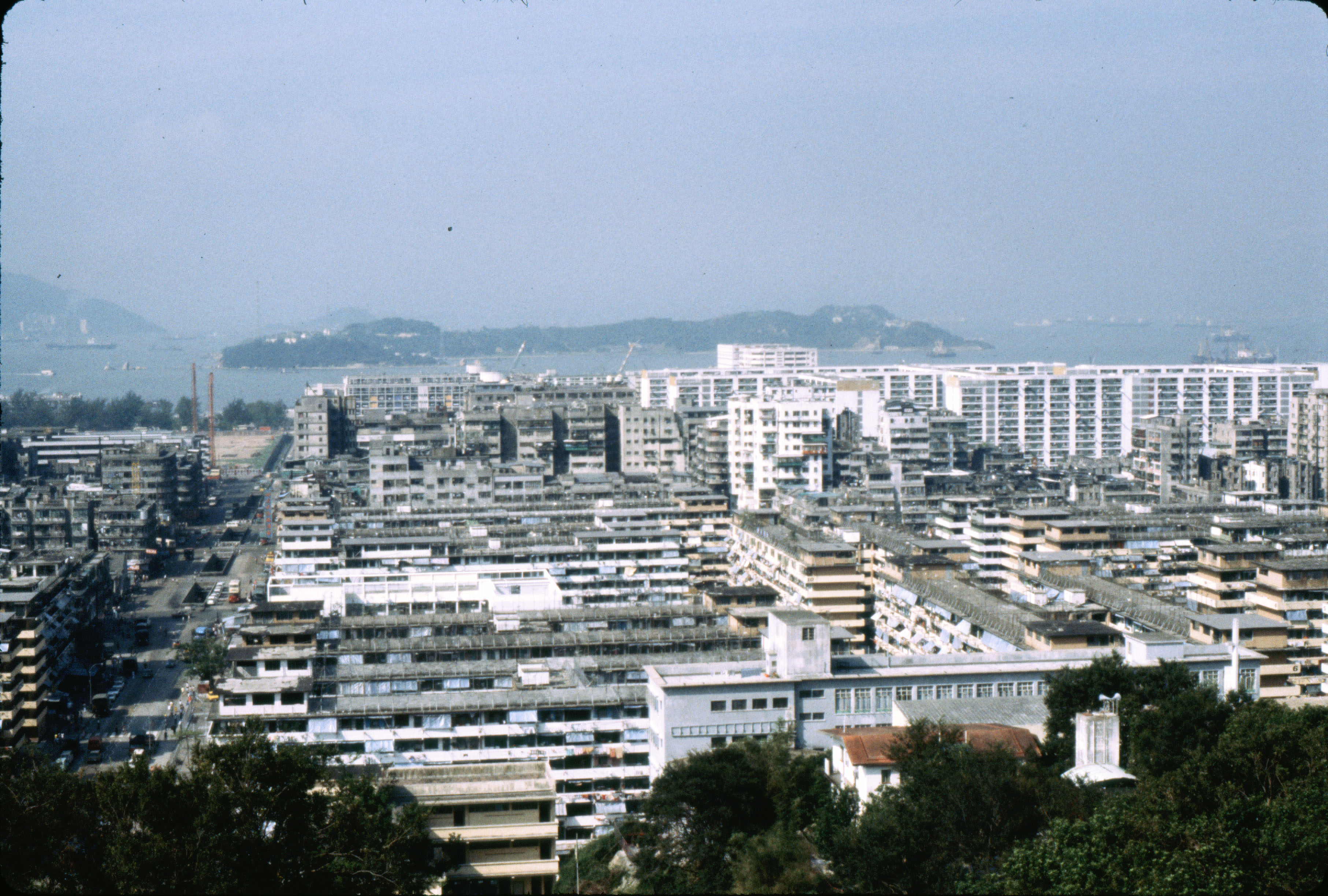
1978年的長沙灣，左方大路為東京街

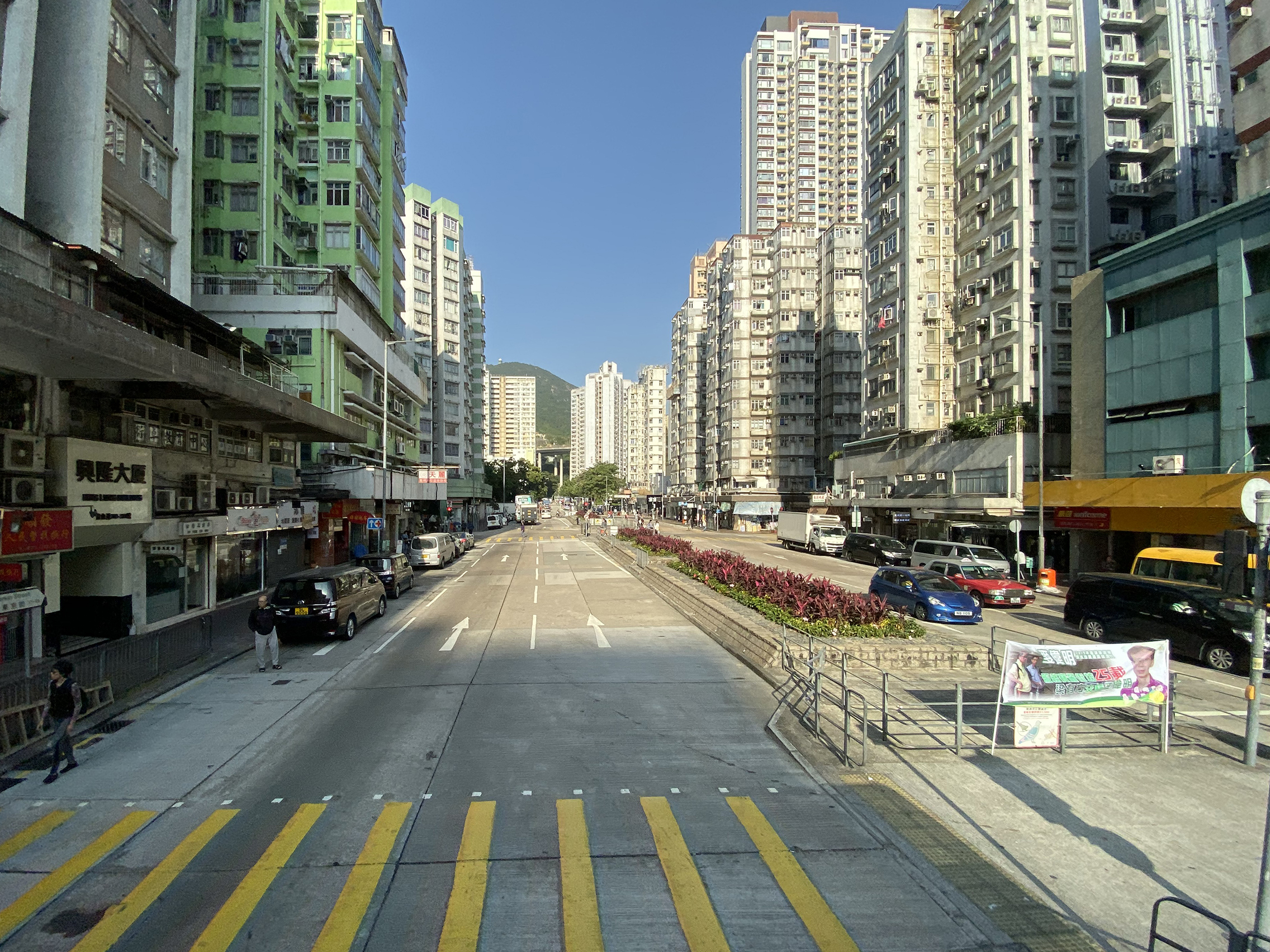
東京街北端，近青山道

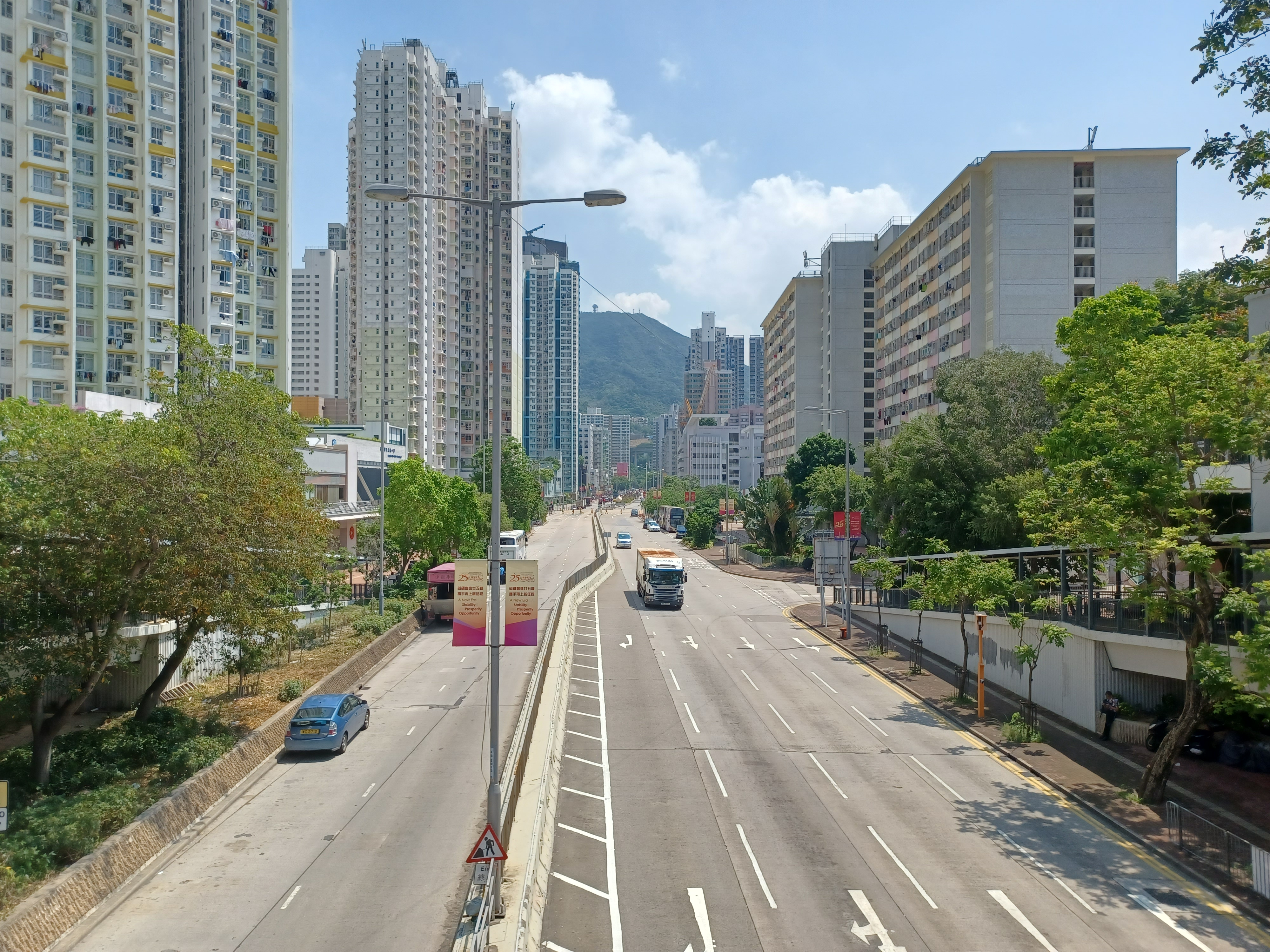
東京街南段

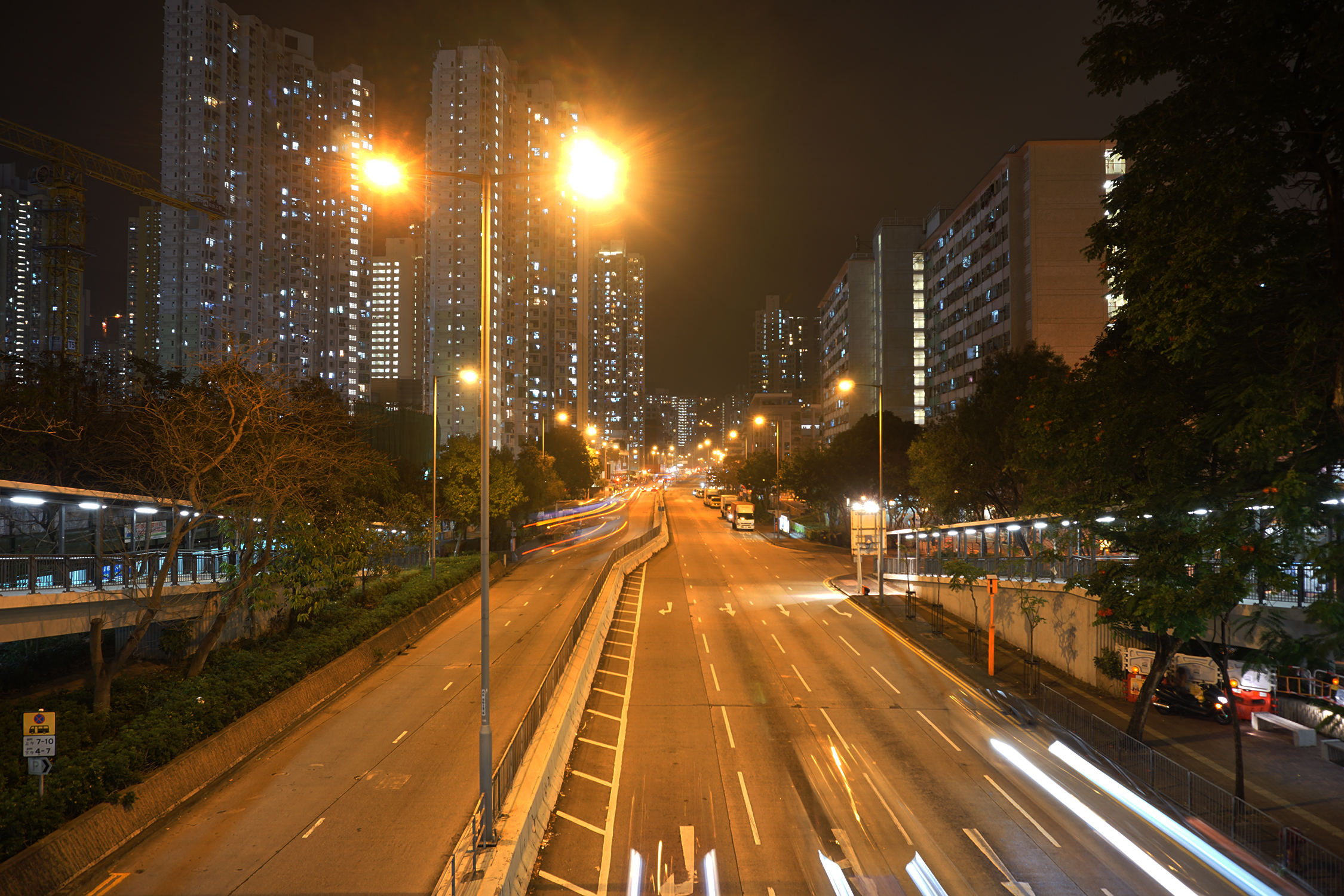
東京街南段

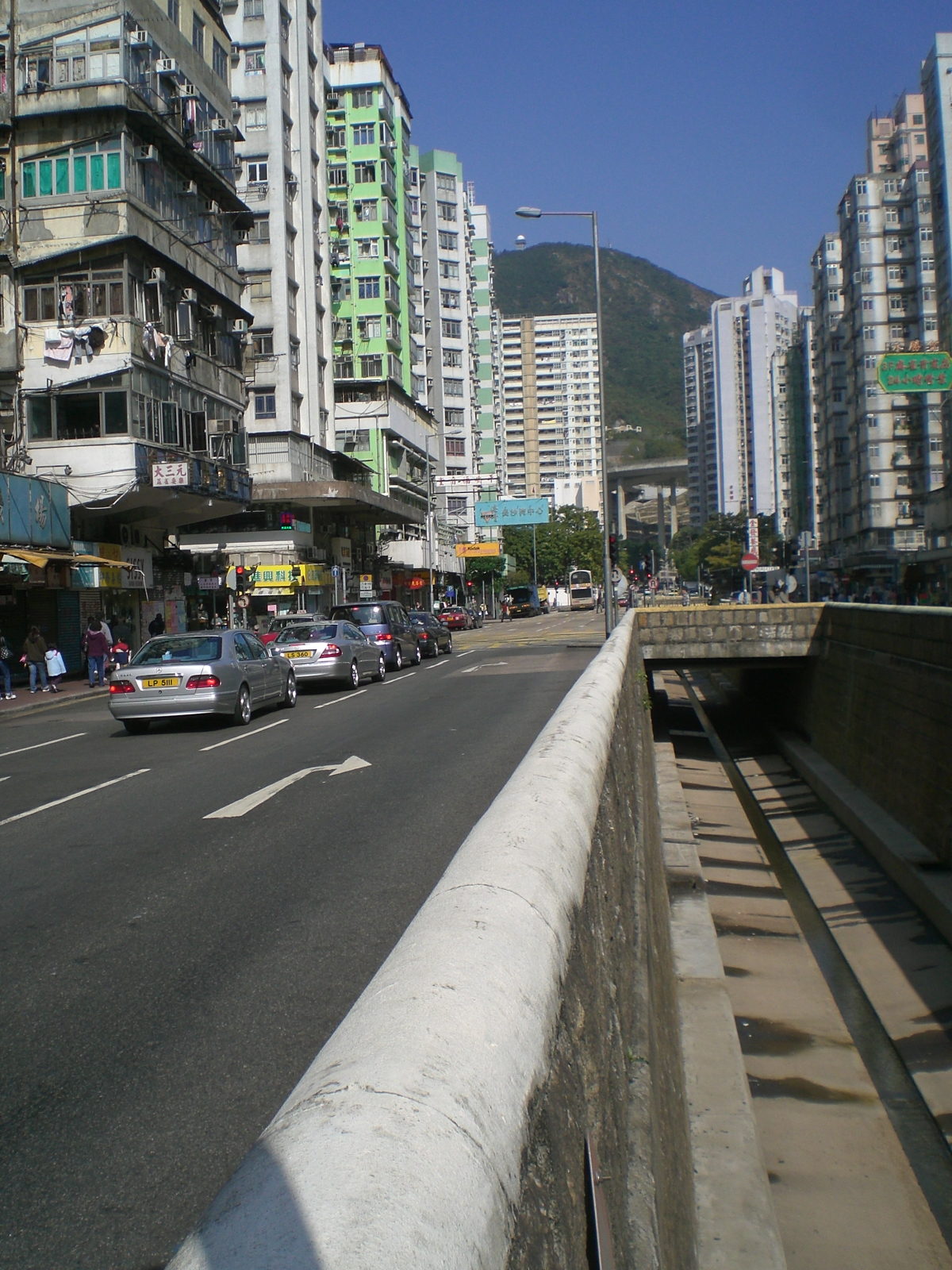
東京街北段的明渠與行車道

東京街（英語：Tonkin Street）乃位於香港九龍長沙灣的街道，命名自原稱為東京灣（Gulf of Tonkin）之北部灣，由東至西，一般視為長沙灣及深水埗（菴由）之分界，連接李鄭屋邨，以西興建了新段──東京街西，將道路西延至西連接西九龍填海區的連翔道，中間橫跨保安道、順寧道、青山道、元州街、福榮街、長沙灣道、荔枝角道、通州街及深旺道。

## 概要
青山道至福榮街的一段東京街於中央建有一條明渠，稱為東京街渠，分隔東西兩面的行車線，唯於2010年被覆蓋。另外，通州街以西一段則命名為東京街西，以表示該段道路為填海而成。東京街現為青山道前往西九龍走廊和西九龍公路的主要通道。

## 歷史

### 巴士及專線小巴相撞意外
2007年10月20日晚上7時33分，一輛專線小巴沿東京街西行途至元州街口時，一輛由尖沙咀至荔枝角的九龍巴士6A線雙層巴士沿元州街駛到十字路口，並收掣不及攔腰撞向小巴，小巴當場被撞至彈開十多呎後再撞向路中的大明渠石壆、連環壓毀兩支交通燈及路牌，最後向右傾側擱在大明渠的石壆上，意外造成16人受傷，包括兩名被小巴撞傷的行人，小巴上一名女乘客更被拋出車外，飛墮20呎深明渠底重傷。

### 市區重建
2013年3月8日，市區重建局宣布重新興建東京街24號至38號及福榮街240號至244號，樓齡均逾50年，佔地達1,270平方米，涉及83個業權，包括67個住宅、14個地舖及2個後巷業權，涉及110戶居民及27戶商業；涉及樓高5至7層的舊式樓宇，當中包括不少劏房。同日，市區重建局開始為業主及住客登記。整個項目發展成本為10億3千萬港元，預計於2020年至2021年落成，提供145個中小型單位。
2013年11月22日，發展局宣布按照《市區重建局條例》授權市區重建局進行上述市區重建項目，有關決定亦於同日刊憲。
2018年10月，恒基兆業奪得市區重建局青山道／東京街／元洲街重建項目。

### 改建高爾夫球練習場為公共房屋
為了增加香港公共房屋單位供應，香港行政長官梁振英上任後宣布將位於長沙灣東京街及荔枝角道交界的高爾夫球練習場用地興建為公共房屋，令2,300個單位提早兩年落成。2013年年初，房屋署提出方案為在該處以6倍地積比率發展，計畫興建2,300個單位分布於6座均樓高32層的樓宇。同年10月，房屋署修訂計劃，以7.2倍地積比率發展，增加一棟樓宇，面向荔枝角道的樓宇加高至36層、面向長沙灣遊樂場的樓宇則加高至39層。最新修訂令項目提供的單位數目增加65%至3,800個，可以容納的人口由7,000人增加至11,600人。2017年底，房委會將長沙灣邨二期易名為麗智邨；2018年4月底，房委會以麗智邨一期四座樓宇取代火炭駿洋邨，成為綠表置居計劃2018屋苑。

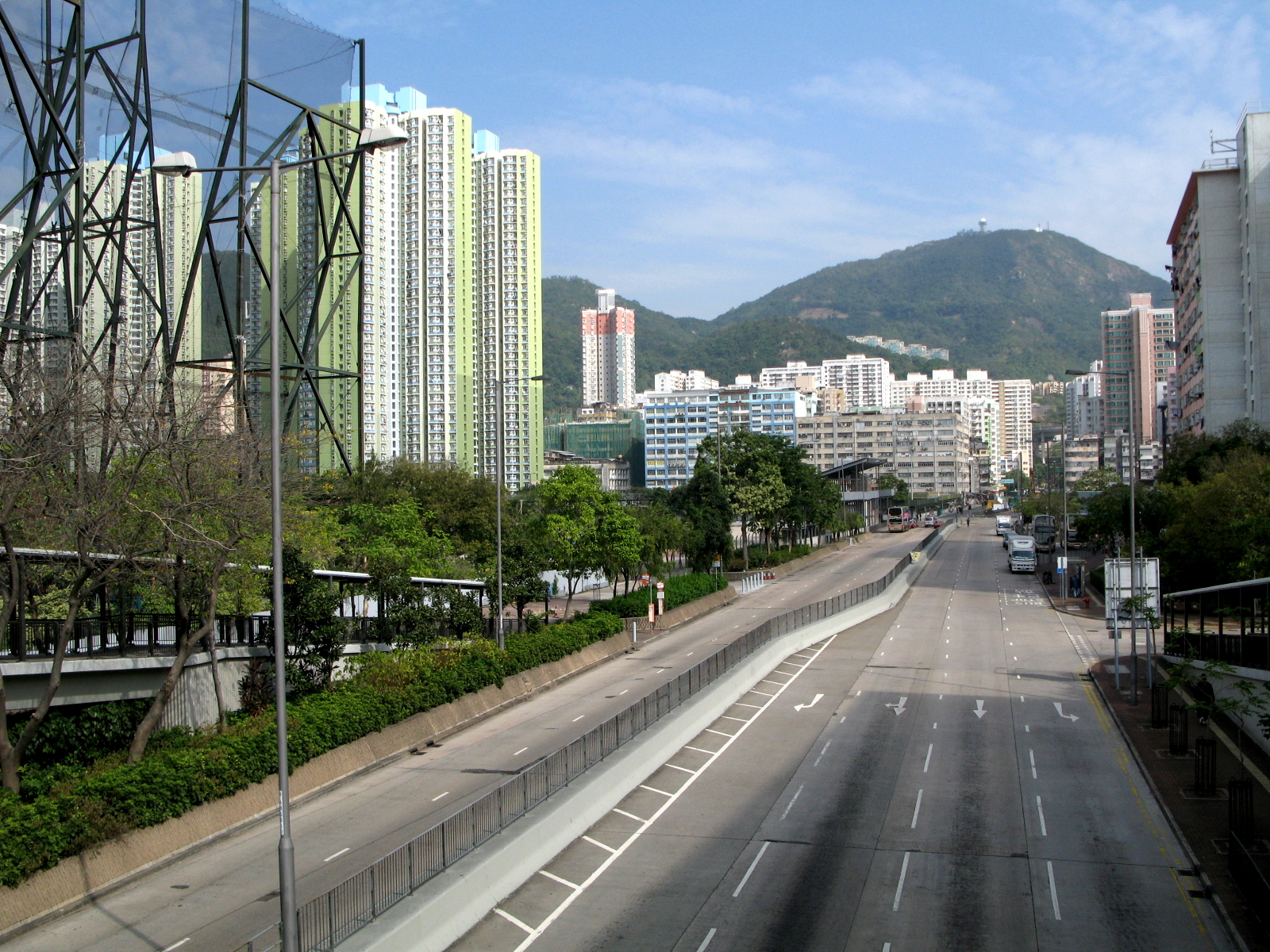
2008年的東京街近麗閣邨一段，左方仍為高爾夫球練習場，圖中央尚未興建長沙灣邨
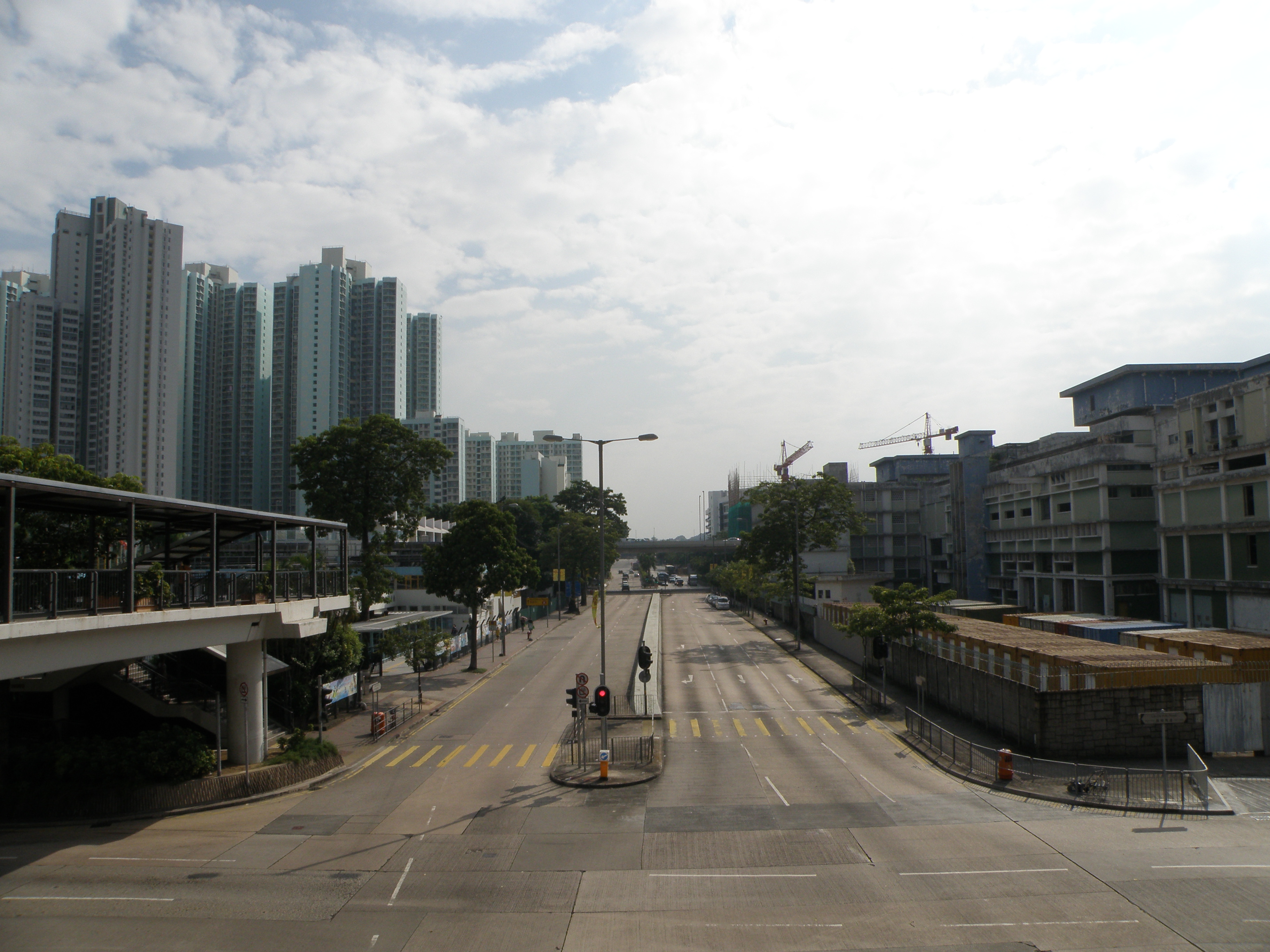
2014年的東京街近深水埗公園游泳池一段，右後方正興建西九龍法院大樓
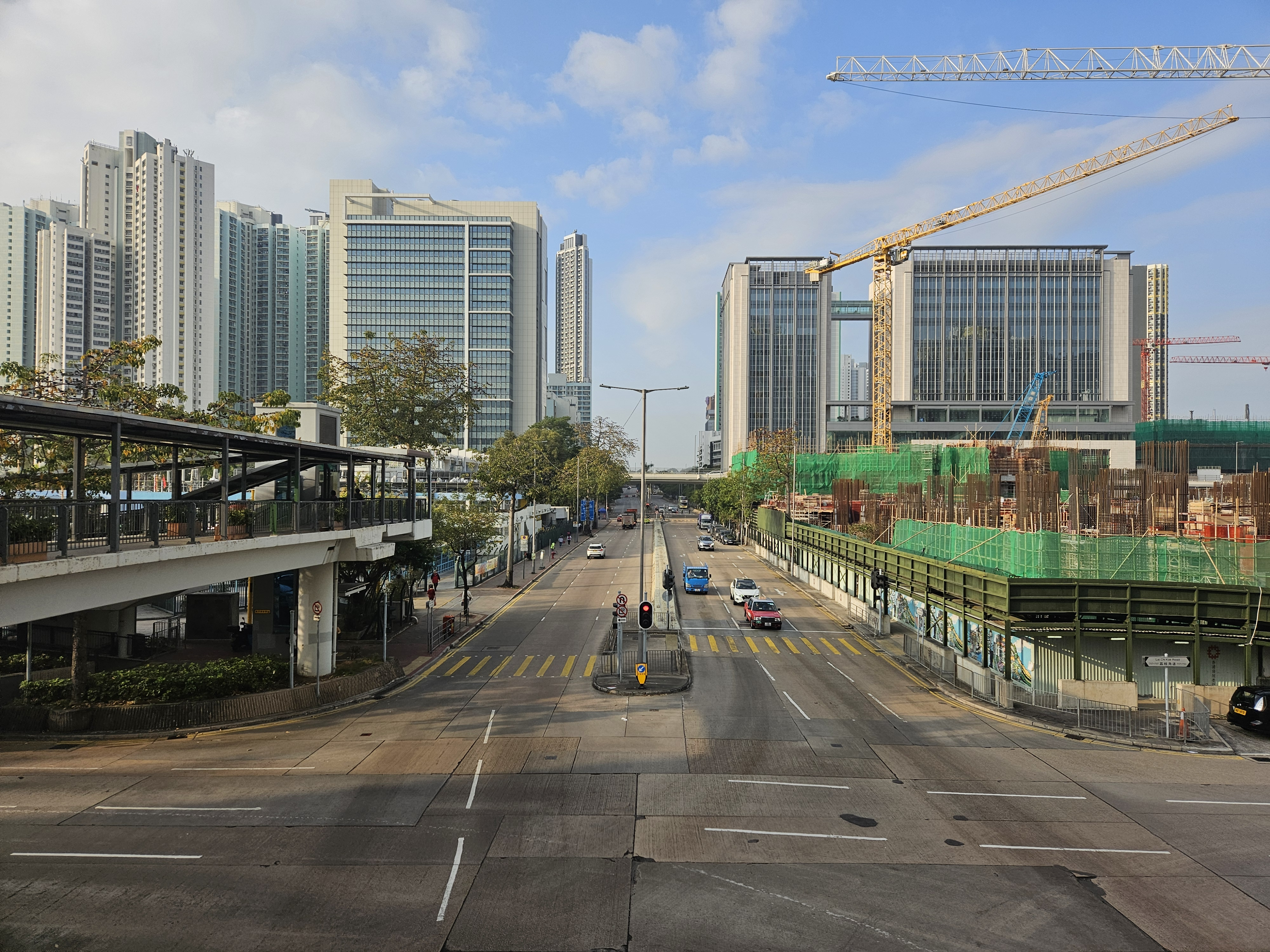
2024年的東京街近深水埗公園游泳池一段

## 附近道路
- 保安道
- 順寧道
- 青山道
- 福華街
- 長沙灣道
- 荔枝角道
- 通州街
- 深旺道

## 交匯道路

### 東京街
- 廣利道
- 懷惠道
- 保安道
- 順寧道
- 青山道
- 元州街
- 福榮街
- 長沙灣道
- 荔枝角道
- 通州街

### 東京街西
- 英華街
- 深旺道
- 連翔道

## 沿線建築物
- 海達邨（西北九龍填海區六號地盤）
- 深水埗（東京街西）巴士總站
- 英華書院
- 富昌邨
- 西九龍法院大樓
- 庫務大樓
- 深水埗公園/深水埗公園游泳池
- 麗閣邨/長沙灣邨/麗翠苑
- 元州邨
- 漢花園
- 李鄭屋漢墓博物館
- 李鄭屋邨
- 中華基督教會協和小學（長沙灣）
- 長沙灣天主教小學

## 另見
- 東京街渠

## 外部連結
- 東京街地圖 （页面存档备份，存于）